# Reaumuria tatarica
Reaumuria tatarica är en tamariskväxtart som beskrevs av Hippolyte François Jaubert och Spach. Reaumuria tatarica ingår i släktet Reaumuria och familjen tamariskväxter. Inga underarter finns listade.